# 287347 Mézes
(287347) Mézes, denumire internațională (287347) Mezes, este un asteroid din centura principală de asteroizi.

## Descriere
287347 Mézes este un asteroid din centura principală de asteroizi. A fost descoperit pe 9 octombrie 2002 la Observatorul Palomar în cadrul programului NEAT. Asteroidul prezintă o orbită caracterizată de o semiaxă mare de 2,78 ua, o excentricitate de 0,06 și o înclinație de 7,2° în raport cu ecliptica.